# Cornelius Haga
Pour les articles homonymes, voir Haga.
Cornelius Haga (Schiedam, 1578 – La Haye, 1654) est le premier ambassadeur des Provinces-Unies en Empire ottoman.

## Biographie
Cornelius Haga est né le 28 janvier 1578 à Schiedam. Son père, Dirk Lambrechtszoon, est un marchand, organiste de l'église et membre du conseil municipal de Schiedam.
Haga va à l'école latine de la ville puis étudie le Droit à l'université de Leyde. Il fait partie d'un service diplomatique et d'une délégation à Stockholm.
Il devient par la suite le premier représentant diplomatique de la république des Provinces-Unies à Constantinople de 1612 à 1639. Il est accompagné de Cornelis Pauw, fils du maire d'Amsterdam, Reinier Pauw ; Ernst Brinck, secrétaire, et Cornelis Sijms, ces deux derniers étant aussi les fils de régents ; Andries Suyderhoeff, qui a par la suite remplacé Brinck comme secrétaire de la délégation ; Lambert Verhaer, devenu orfèvre à Constantinople et seul membre du groupe qui y avait déjà été avant ce voyage.
Haga pose les fondations des relations diplomatiques avec l'Empire ottoman et y érige de nombreux postes consulaires dans les ports et centres d'affaires : Patras, Thessalonique, Athènes, Gallipoli, Izmir, Alep, Sidon, le Caire, Tunis et Alger.
En 1612, il reçoit une capitulation du sultan ottoman Ahmet Ier : ce traité commercial permet aux Néerlandais de faire du commerce avec l'Empire ottoman sous leur propre juridiction ; Ahmet Ier étend ainsi la capitulation octroyée à la France, précisant que les marchands d'Espagne, de Raguse, de Gênes, d'Ancône et de Florence pouvaient négocier sous la bannière française.
En 1639, Haga rentre aux Pays-Bas. En 1645, il devient président du Haut Conseil de Hollande, Zélande et Frise occidentale, une fonction qu'il conserve jusqu'à sa mort le 12 août 1654. Cornelius et son épouse Alithea Brasser sont enterrés dans la Grande église de Schiedam. Leurs descendants ont ajouté une épitaphe sur la tombe : « Foris ac domi et de patria bene meritus fuit », soit « Il a bien servi son pays, au pays et à l'étranger ».

## Hommage
Un Boeing 737-800 immatriculé « PH-CDE » de la compagnie Corendon Dutch Airlines a été baptisé « Cornelis Haga ».

## Iconographie
Son portrait par un peintre inconnu est conservé dans la collection du Mauritshuis, prêté par le Rijksmuseum Amsterdam. Le portrait de son épouse, par Michiel Jansz. van Mierevelt est dans la collection du Musée royal des beaux-arts d'Anvers.